# Banas (rivière)
La Banas (hindi : बनास नदी) est une rivière indienne d'une longueur de 512 km. Elle est un affluent de la Chambal et donc un sous-affluent du Gange par la Yamuna.

## Traduction
- (es) Cet article est partiellement ou en totalité issu de l’article de Wikipédia en espagnol intitulé « Río Banas » (voir la liste des auteurs).